# Aritranis intellector
Aritranis intellector là một loài tò vò trong họ Ichneumonidae.